# Georg Löblein
Georg Löblein (* 28. Dezember 1893 in Fürth; † 9. Januar 1926), Spitzname „Schorla“, war ein deutscher Fußballspieler.

## Karriere
Löblein gehörte zunächst als 20-Jähriger dem zweitklassigen FC Schneidig Fürth an, für den er in der Saison 1912/13 als Abwehrspieler in der B-Klasse Mittelfranken Punktspiele bestritt. Zur Saison 1913/14 zur SpVgg Fürth gewechselt, kam er in der vom Verband Süddeutscher Fußball-Vereine organisierten Meisterschaften im Ostkreis zum Einsatz, den er mit seiner Mannschaft als Sieger abschloss und somit seinen ersten Titel gewann. In der sich anschließenden Endrunde um die Süddeutsche Meisterschaft setzte sich sein Verein gegen die anderen Kreismeister als Sieger durch und nahm somit auch an der Endrunde um die Deutsche Meisterschaft teil. Ohne in der Endrunde eingesetzt worden zu sein gewann er den Meistertitel, da seine Mannschaft das am 31. Mai in Magdeburg gegen den VfB Leipzig ausgetragene Finale mit 3:2 n. V. gewann. Bedingt durch den Ausbruch des Ersten Weltkrieges wurden in der Saison 1914/15 keine Verbandsspiele ausgetragen. Im Zeitraum von 1914 bis 1917 kam er gelegentlich als Gastspieler für den MTV Ingolstadt zu Einsätzen.
Von 1915 bis 1919 bestritt er für die SpVgg Fürth in der Bezirksliga Mittelfranken 21 Punktspiele, in denen er fünf Tore erzielte; danach, bis 1923, 59 Punktspiele in der Kreisliga Nordbayern. Nach zuvor zwei zweiten Plätzen jeweils hinter dem 1. FC Nürnberg folgte der 5:4-Sieg gegen den „Club“ im Finale um die Nordbayerische Meisterschaft, die in zwei Abteilungen zu je acht Mannschaften ausgetragen wurde. Im sich anschließenden bayerischen Bezirksfinale folgte hingegen die 0:1-Niederlage – wenn auch erst in einem dritten, entscheidenden Spiel – gegen den FC Wacker München, nachdem das in Hin- und Rückspiel ausgetragene bayerische Bezirksfinale jeweils einen Sieger gefunden hatte. Die Saison 1922/23 war seine erfolgreichste, gewann er mit seiner Mannschaft die Nordbayerische, die Bayerische und die Süddeutsche Meisterschaft. Letzterer Erfolg qualifizierte ihn und seine Mannschaft zur Teilnahme an der Endrunde um die Deutsche Meisterschaft. Am 6. Mai 1923 debütierte er im Viertelfinale in diesem Wettbewerb beim 4:0-Sieg über die Vereinigten Breslauer Sportfreunde, bevor ihn und seine Mannschaft das Aus im Halbfinale drei Wochen später, bei der 1:2-Niederlage in Halle an der Saale gegen den SC Union Oberschöneweide ereilte. Drei Jahre zuvor – als Titelverteidiger aus dem Jahr 1914 zur Teilnahme berechtigt – drang er mit seiner Mannschaft gar bis ins Finale vor, das am 13. Juni 1920 in Frankfurt am Main mit 0:2 gegen den 1. FC Nürnberg verloren wurde.
Von 1923 bis Januar 1926 bestritt er in der nunmehr leistungsdichteren und nicht mehr in Nord und Süd unterteilten Bezirksliga Bayern 37 Punktspiele, in denen ihm ein Tor gelang. Während dieser Zeit lag seine Mannschaft stets hinter dem 1. FC Nürnberg, zweimal als Zweit- und einmal als Drittplatzierter. Während seiner Vereinszugehörigkeit bestritt er des Weiteren 1918, 1920 und 1923 bis 1926 insgesamt 16 Spiele – darunter die beiden Finalspiele von 1918
und 1925 – um den Süddeutschen Pokal, den sein Verein mit ihm viermal gewinnen konnte. 

## Erfolge
- Süddeutscher Pokal-Sieger 1918, 1923, 1925, 1926
- Süddeutscher Meister 1923
- Bezirksmeister Bayern 1923
- Kreismeister Nordbayern 1923
- Zweiter der Deutschen Meisterschaft 1920
- Deutscher Meister 1914 (ohne Einsatz)
- Süddeutscher Meister 1914
- Ostkreismeister 1914